# Martin Jean François de Carrion de Loscondes
Pour les articles homonymes, voir Carrion.
Martin Jean François de Carrion de Loscondes, né le 8 mars 1762 à Gand et mort le 28 septembre 1824 à Oignies (Pas-de-Calais), est un général français de la Révolution et de l’Empire.

## Carrière militaire
Il entre en service le 14 mars 1779 comme dragon au régiment Mestre de Camp Général pour servir en Amérique. Le 8 mai 1784 il obtient son congé.
Il reprend du service le 18 janvier 1785 comme soldat au régiment de Champagne, il est nommé caporal le 2 avril 1785 et sergent le 19 août 1785. Le 26 septembre 1788 il est congédié comme gentilhomme.
Fin juillet 1789 il est commandant de la garde national de Carvin et le 26 septembre 1791 il est capitaine au 1er bataillon de volontaires du Pas-de-Calais. Le 4 février 1792 il est lieutenant-colonel en second et le 16 septembre 1792, lieutenant-colonel en premier en garnison à Valenciennes. Le 8 novembre 1792 il commande le 3e bataillon de grenadiers de la réserve à l’armée du Nord, et il sert en Hollande. Le 18 mars 1793 il participe à la bataille de Neerwinden.
Le 1er avril 1793 il entre au 1er bataillon du Pas-de-Calais et le 15 mai 1793 il est promu général de brigade employé à l’armée des côtes de Cherbourg. Passé à l'armée du nord le 2 août 1793, il est nommé commandant de Bergues le 22 août 1793. Le 13 septembre 1793, il est nommé par les représentants du peuple Berlier, Trullard et Hentz, commandant du camp de Leffrinckoucke à la place de Landrin puis commandant à Guise. Le 21 septembre 1793, il offre sa démission. Il est suspendu de ses fonctions comme noble le 5 octobre 1793 et le 11 octobre 1793, il cesse ses fonctions par suite de l’acceptation de sa démission et remet le commandement au général Lemaire puis il se retire à Oignies. Il est emprisonné à Béthune en Décembre 1793. Remis en liberté en août 1794, il devient membre de la Légion d'honneur puis maire de Oignies.
En 1806, il est adjudant-major de la 2e légion de Gardes nationales du Pas-de-Calais et en 1813, il commande les Gardes nationales du Pas-de-Calais.
Il est admis à la retraite en 1815.